# Episcada polita
Episcada polita is een vlinder uit de familie Nymphalidae. De wetenschappelijke naam van de soort is voor het eerst geldig gepubliceerd in 1899 door Gustav Weymer.